# Кутський район
Ку́тський район — колишній район Станіславської області УРСР. Адміністративним центром району було селище Кути.

## Історія
Кутський район утворений Указом Президії ВР СРСР від 17 січня 1940 р. з міста Кути та сільських ґмін Кути Старе і Рожнюв Косівського повіту Станіславської області УРСР.
Першим секретарем райкому компартії призначений Солодилов М.К. (до того — перший секретар Чернівецького райкому КП(б)У Вінницької області)
Указом Президії Верховної Ради УРСР 23 жовтня 1940 р. Хорцівська сільська рада і Барвінківська сільська рада  передані з Жаб’євського району до Кутського району.
У 1941—1944 роках територія району входила до складу Коломийської округи дистрикту Галичина. Після повторного захоплення території району Червоною армією було відновлено 28 серпня 1944 р. довоєнний Кутський район з усіма адміністративними органами і розпочато примусову мобілізацію чоловіків.
Станом на 1 вересня 1946 року площа району становила 200 км², була 1 селищна рада, сільських рад — 12.
На 22.01.1955 в районі залишилось 8 сільрад.
Указом Президії Верховної Ради УРСР від 06.06.1957 Кутський район ліквідовано, а територію приєднано до Косівського району.

## Діяльність ОУН і УПА
На території району діяла районна організація ОУН, очолювана районним проводом ОУН, який підпорядковувався Косівському надрайонному проводу ОУН.

## Адміністративний поділ станом на 1 вересня 1946 року[6]
- Кутська селищна рада
  - селище Кути
- Барвінківська сільська рада
  - село Барвінків
- Білоберізька сільська рада
  - село Білоберізка
- Великорожинська сільська рада
  - село Великий Рожин
- Кобаківська сільська рада
  - село Кобаки
- Малорожинська сільська рада
  - село Малий Рожин
- Рибненська сільська рада
  - село Рибне
- Рожнівська сільська рада
  - село Рожнів
- Розтоківська сільська рада
  - село Розтоки
- Слобідська сільська рада
  - село Слобідка
- Старокутівська сільська рада
  - село Старі Кути
- Тюдівська сільська рада
  - село Тюдів
- Хороцівська сільська рада
  - село Хороцеве